# Bádice
Bádice (bis 1927 slowakisch „Badice“ oder „Beadice“; ungarisch Béd) ist eine slowakische Gemeinde im Okres Nitra und im Nitriansky kraj mit 399 Einwohnern (Stand 31. Dezember 2024).

## Geographie
Die Gemeinde befindet sich am Westhang des Tribetzgebirges im mittleren Tal der Nitra, auf deren linksseitiger Flurterrasse. Das Ortszentrum liegt auf einer Höhe von 187 m n.m. und ist 16 Kilometer von Nitra entfernt.
Nachbargemeinden sind Dolné Lefantovce im Norden, Horné Lefantovce im Nordosten, Žirany im Osten, Podhorany im Süden und Výčapy-Opatovce im Westen.

## Geschichte

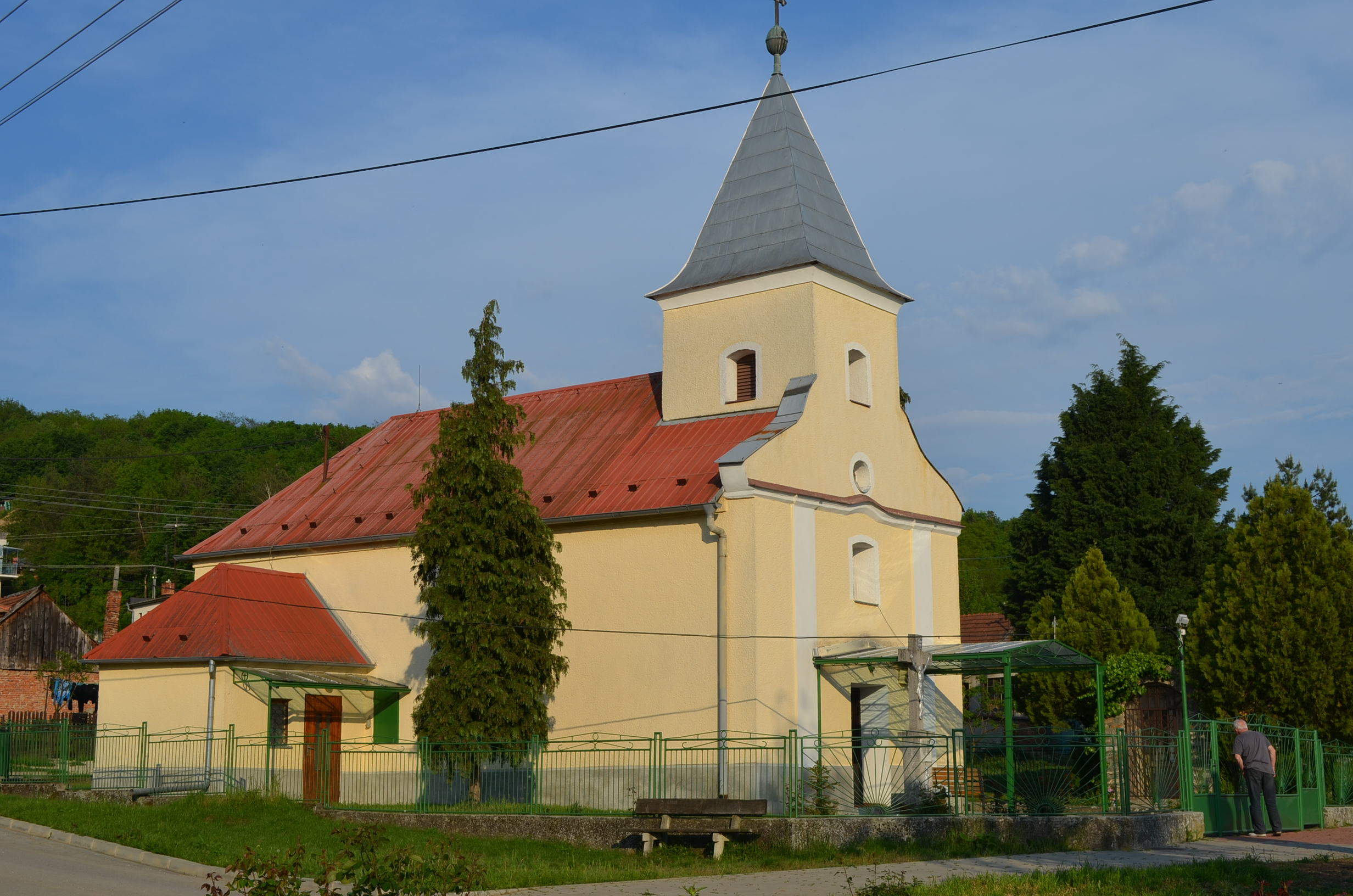
Kirche in Bádice

Bádice wurde zum ersten Mal indirekt 1235, direkt 1291 als Beed schriftlich erwähnt und gehörte zur Herrschaft der Neutraer Burg. Später war das Dorf Besitz der Familien Elefánti, Deseő sowie des Bistums Neutra, die Mühle gehörte dem Paulinerorden aus Lefantovce. Im 16. Jahrhundert besaßen die Familien Forgách und später Bartakovich Ortsgüter. 1715 gab es Weingärten und 13 Haushalte in Bádice, 1751 wohnten 30 Familien hier, 1828 zählte man 45 Häuser und 316 Einwohner, die als Landwirte beschäftigt waren.
Bis 1918 gehörte der im Komitat Neutra liegende Ort zum Königreich Ungarn und kam danach zur Tschechoslowakei beziehungsweise heute Slowakei. 1960 wurde Bádice zusammen mit Mechenice und Sokolníky zur Gemeinde Podhorany zusammengeschlossen und ist seit dem 13. Dezember 2002 wieder eine selbstständige Gemeinde.

## Bevölkerung
| Jahr                | 1994 | 2004 | 2014    | 2024     |
| ------------------- | ---- | ---- | ------- | -------- |
| Anzahl der Personen | 0    | 337  | 320     | 399      |
| Unterschied         |      | –    | −5,04 % | +24,68 % |

| Jahr                | 2023 | 2024 |
| ------------------- | ---- | ---- |
| Anzahl der Personen | 399  | 399  |
| Unterschied         |      | +0 % |

Gemäß der Volkszählung 2011 wohnten in Bádice 322 Einwohner, davon 293 Slowaken, 15 Magyaren und vier Tschechen. 10 Einwohner machten keine Angabe zur Ethnie.
291 Einwohner bekannten sich zur römisch-katholischen Kirche, zwei Einwohner zur griechisch-katholischen Kirche, ein Einwohner zu den Brethren und ein Einwohner zu einer anderen Konfession. 16 Einwohner waren konfessionslos und bei 11 Einwohnern wurde die Konfession nicht ermittelt.

## Bauwerke
- römisch-katholische Kirche Jungfrau Maria aus dem Jahr 1903